# 屍陀林

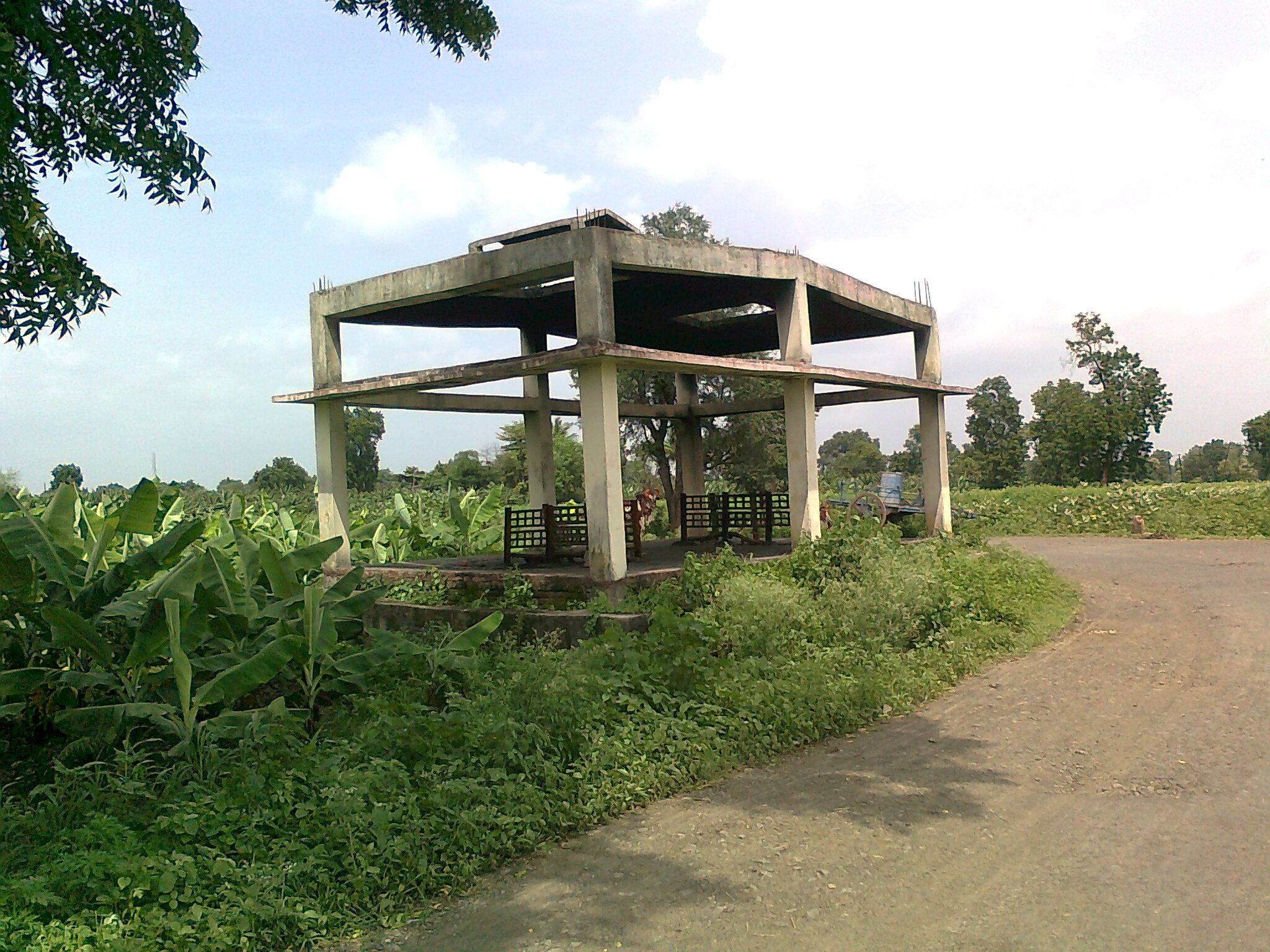
印度村莊外的屍陀林

屍陀林或尸陀林（羅馬化：Śītavana；藏語：བསིལ་བའི་ཚལ་），又作棄屍林或棄尸林，簡稱屍林或尸林（「屍」或作「尸」，「陀」或作「陁」），又音譯為尸多婆那等，意譯寒林；又作尸摩賒那、奢摩奢那或舍摩奢那（羅馬化：Śmaśāna），義爲墓田、墓冢。是古印度露天林地葬場，爲佛教吸收。

## 印度教

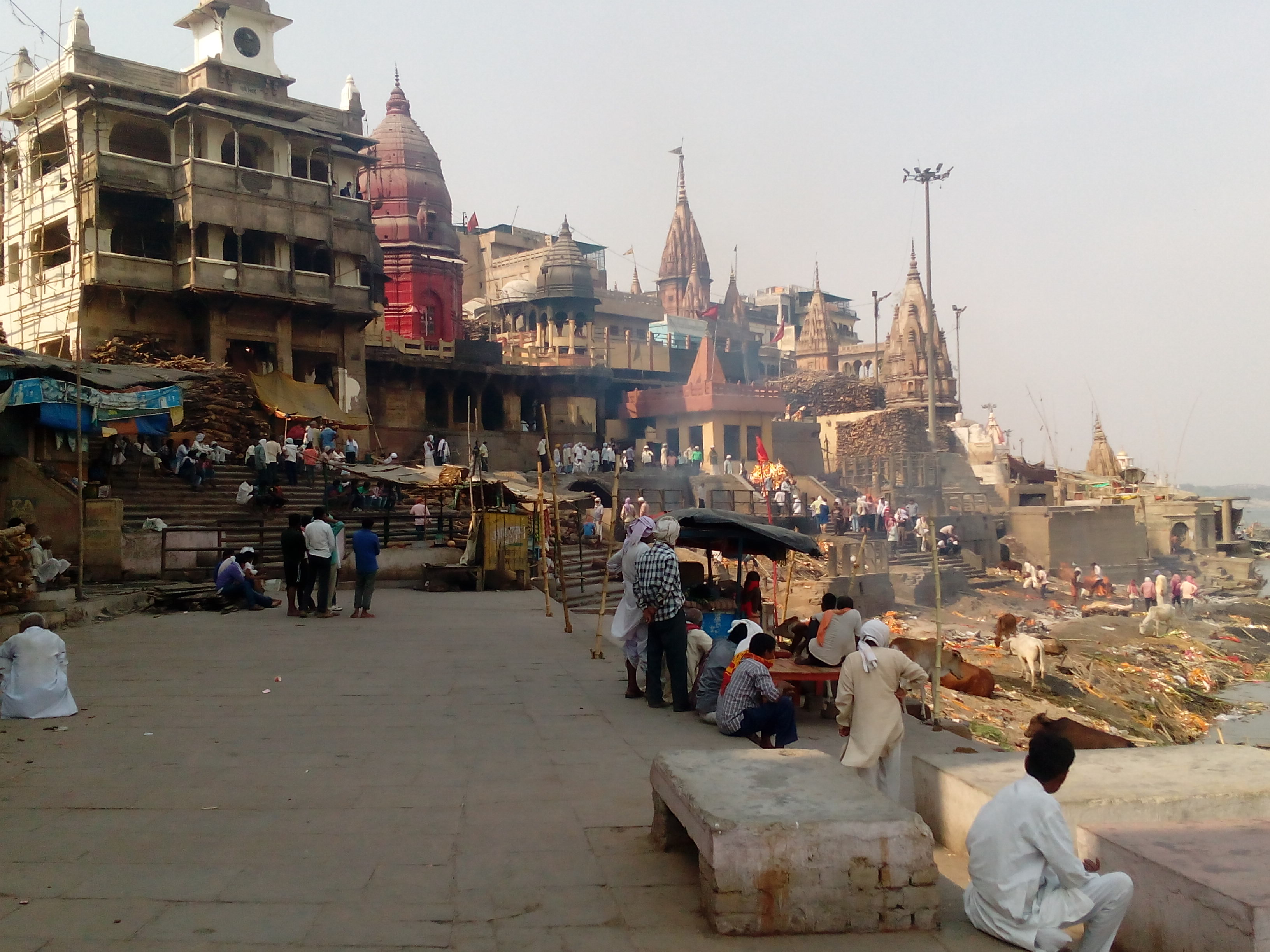
馬尼卡尼卡河壇，印度瓦拉納西的屍陀林河壇

## 早期佛教
佈施作為菩薩道六波羅密之一，是佛教十分看重的修行。佛教相信命終後神識會參與輪迴，或因修行的功德入涅槃，遺體對於自己則已無用處，可以佈施給食肉動物。《要行捨身經》上強調，人死後應將屍體分為兩份，一份施予水中的魚鱉蝦蟹，一份施予陸地上的鳥獸蟲蟻，如此，死者可消除先世惡業。《屍陀林經》也強調，死後遺體可拋于屍陀林中，以布施給鳥獸蟲魚等。
漢地受到佛教火葬（荼毗）、屍陀林葬的影響，至少隋代以前已經出現了這樣的葬法，或葬水中、或葬林中，也有將遺體安置在石室、洞窟中，待血肉消失，僅留白骨時，再由僧人收拾骸骨建塔。佛教傳入藏地後，屍陀林葬被保留下來，不過葬場非樹林，而多設在空曠處任禿鷹啄食，稱爲天葬或鸟葬。
著名屍陀林如喇榮五明佛學院屍陀林，由晋美彭措于1986年創建。

## 靈性角色
屍陀林祜主.，藏音「度冊達波」（藏語：དུར་ཁྲོད་，又譯多处达波、多翠达波，簡稱“多達”、“獨達”），又稱屍陀林主、屍林主、寒林雙尊、墓葬主、屍陀主、寒林主、寒林主人等；有觀點認為不應譯為“屍陀林祜主”或“寒林祜主”，而應爲“葬場主”；在藏傳佛教中，屍林祜主金髂拉是勝樂金剛和金刚瑜伽空行母的化身和護法，是寧瑪巴三根本（上師、空行與護法）的九大護法之一。他管治棄屍幕所“八大寒林”和護持在屍陀林修行不淨觀者，八大寒林相傳爲蓮花生成就八大嘿噜嘎本尊之处，即東方暴虐寒林、北方密業寒林、西方金剛焰寒林，南方骨鎖寒林、東北狂笑寒林、東南吉祥寒林、西南幽暗寒林和西北啾啾寒林。
藏傳佛教大藏經密續經綸中記敘了屍林主居住在屍體的骷髏城，城內有屍林髑髏宮殿和蓮華日輪座，座墊上屍林怙主夫婦擁抱站立。唐卡中的屍林怙主通常表現爲兩架白骷髏擁立著，頭頂五颅冠（即五個小顱骨），身處般若烈焰，揮舞骨棒、寶瓶等；用髑髏身表無常空性，顱骨駭人相表摧滅嗔恚心。